# Peters NSW Open 1993
Peters NSW Open 1993 тенісний турнір, що проходив на кортах з твердим покриттям у Сіднеї (Австралія). Належав до Туру ATP 1993 і Туру WTA 1993. Тривав з 11 до 18 січня 1993 року.
Піт Сампрас і Дженніфер Капріаті виграли титули в одиночному розряді.

## Фінальна частина

### Одиночний розряд, чоловіки
Піт Сампрас —  Томас Мустер, 7–6(9–7), 6–1

### Одиночний розряд, жінки
Дженніфер Капріаті —  Анке Губер, 6–1, 6–4

### Парний розряд, чоловіки
Сендон Столл /  Джейсон Столтенберг —  Люк Єнсен /  Мерфі Єнсен, 6–3, 6–4

### Парний розряд, жінки
Пем Шрайвер /  Елізабет Смайлі —  Лорі Макніл /  Ренне Стаббс, 6–2, 6–2